# Oliverio Rincón Quintana
Oliverio Rincón Quintana (Duitama, 2 d'abril de 1968) és un ciclista colombià, ja retirat, que fou professional entre 1991 i 1998. És germà del també ciclista José Daniel Rincón Quintana. Bon escalador, aconseguí guanyar etapes a les tres Grans Voltes. Entre els seus èxits també destaca una Volta a Colòmbia i la Clàssica dels Alps.
S'inicià en el ciclisme als 12 anys quan emprà la bicicleta com a mitjà de transport per anar a fer de repartidor de pa. Inicialment va participar en diverses cuses per a aficionats, fins que el 1989 va ser contractat per l'equip Castalia. Amb aquest equip guanyà la Volta a Colòmbia d'aquell any en superar al seu compatriota Fabio Parra.
Al Tour de França guanyà una etapa el 1993, any en què fou setzè de la classificació final. Al Giro d'Itàlia fou cinquè i guanyà una etapa el 1995 i a la Volta a Espanya fou quart el 1993 i cinquè el 1994, a banda de guanyar dues etapes.
L'any 2000 va ser segrestat en dues ocasions per l'Exèrcit d'Alliberament Nacional i les FARC,  si bé va ser alliberat ràpidament en les dues ocasions.
El març del 2012 passà a exercir de director esportiu de l'equip ciclista Colòmbia de categoria Professional Continental.

## Palmarès
- 1989
  - 1r a la Volta a Colòmbia i vencedor de 2 etapes
  - 1r a la Volta a Colòmbia sub-23 i vencedor de 3 etapes
- 1991
  - 1r a l'Escalada a Montjuïc i vencedor de les 2 etapes
  - Vencedor d'una etapa de la Volta a Burgos
- 1993
  - Vencedor d'una etapa del Tour de França
  - Vencedor d'una etapa de la Volta a Espanya
  - Vencedor d'una etapa de la Volta a Aragó
  - Vencedor d'una etapa del Critèrium del Dauphiné Libéré
- 1994
  - 1r a la Clàssica dels Alps
  - 1r al Trofeu Luis Ocaña
- 1995
  - Vencedor d'una etapa del Giro d'Itàlia
- 1996
  - Vencedor d'una etapa de la Volta a Espanya

### Resultats a la Volta a Espanya
- 1991. 10è de la classificació general
- 1993. 4t de la classificació general. Vencedor d'una etapa
- 1994. 5è de la classificació general
- 1995. 62è de la classificació general
- 1996. 49è de la classificació general. Vencedor d'una etapa

### Resultats al Tour de França
- 1993. 16è de la classificació general. Vencedor d'una etapa
- 1994. Abandona (16a etapa)
- 1998. Abandona (8a etapa)

### Resultats al Giro d'Itàlia
- 1995. 5è de la classificació general. Vencedor d'una etapa